# Antoine Louis de Gourdon
Pour les articles homonymes, voir Gourdon.
Antoine Louis Gourdon, né à Paris le 20 juillet 1765 où il est mort le  28 juin 1833, est un vice-amiral français, Marin d'Empire.

## Biographie
Il fit ses premières campagnes sur la frégate l'Aimable, et prit part à la conquête du Démérara. Il ne quitta pas son bord pour suivre à Coblence le frère de Louis XVI, comme la plupart des officiers de son corps. Destitué en 1793, puis réintégré, il commanda, lors de l'expédition de Saint-Domingue, la division navale qui prit Port-de-Paix.
Il assista, en avril 1809, à l'affaire des Brûlots de la bataille de l'île d'Aix, où il sauva son navire Le Foudroyant. 
Il fut chargé en 1811 de commander l'escadre de l'Escaut pour défendre l'entrée du fleuve aux forces anglaises à l'époque du siège d'Anvers.
Après la chute de Napoléon Ier, il se rallie aux Bourbons. À partir de 1815, il a été successivement commandant de Marine à Rochefort, puis à Brest de 1816 à 1826. 
En 1822, Il est nommé vice-amiral et membre du conseil d'Amirauté. 
En 1829, il devient directeur général du Dépôt des cartes et plans de la Marine. 
Cet officier a été distingué Chevalier (février 1804), Officier (juin 1804), Commandeur (juillet 1814) et Grand Officier (août 1820) de l'ordre national de la Légion d’honneur ainsi que Chevalier (juillet 1814), Commandeur (mai 1816) et Grand Croix (août 1824) de l'Ordre de Saint-Louis.
Il meurt le 28 juin 1833 et repose dans la 39e division du Cimetière du Père-Lachaise à Paris.

## Source
- « Antoine Louis de Gourdon », dans Charles Mullié, Biographie des célébrités militaires des armées de terre et de mer de 1789 à 1850, 1852 [détail de l’édition]
- Olivier Chapuis, À la mer comme au ciel : Beautemps-Beaupré & la naissance de l'hydrographie moderne, 1700-1850 : l'émergence de la précision en navigation et dans la cartographie marine, Paris, Presses de l'Université de Paris-Sorbonne, coll. « Histoire maritime », 1999, 1060 p. (ISBN 978-2-84050-157-2, présentation en ligne).
- Étienne Taillemite, Dictionnaire des marins français, Paris, Éditions Tallandier, 2002, 573 p. (ISBN 978-2-84734-008-2, OCLC 50268241).